# Le Méliès (cinéma d'art et d'essai)
Le Méliès est un cinéma associatif grenoblois, occupant à ses origines en 1967 une petite salle de 96 places dans les locaux d’un immeuble de la rue de Strasbourg. Le 23 juin 2012, Le Méliès s'installe au 28 allée Henri-Frenay à la Caserne de Bonne, écoquartier innovant, où il dispose dorénavant de quatre salles, et un atelier au 54 Boulevard Gambetta depuis le 6 janvier 2025.

## Programmation
Le Méliès est un cinéma classé art et essai aux trois labels de qualité (Recherche et Découverte, Jeune Public, Patrimoine et Répertoire). Il promeut un développement de l’activité de formation des publics par la mise à disposition des outils et du savoir cinématographique qu'il possède (salle multimédia, salle de création, cours de cinéma, séances scolaires et formations des professionnels de l’enfance). Disposant d'un espace culturel avec un restaurant-café et une librairie, il a la particularité d'organiser chaque année le festival de cinéma jeune public de Grenoble appelé Voir ensemble,. Depuis 2013, le méliès organise également en partenariat avec la cinémathèque de Grenoble un festival de cinéma hispanique et latino-américain, Ojo Loco,,. Lors de sa 4e édition en 2016, ce festival présente une quarantaine de films et commémore le quarantième anniversaire du coup d'État dirigé par la junte militaire du général Videla en Argentine.

## Relations publiques
Le Méliès organise diverses activités qui s'adressent à un public varié.

### Éducation à l'image
Le cinéma propose plusieurs formes d'éducation à l'image. Tout d'abord, des cours de cinéma sont mis en place, il en existe quatre 4 différents selon les âges et les disponibilités. Ces cours s'ancrent dans l'étude d'un mouvement, d'une époque ou d'un genre cinématographique orienté vers le cinéma d'art et d'essai. Un accompagnement pédagogique dans les cadres scolaire et universitaire pour la formation des jeunes générations au cinéma est également proposé, ainsi que des ateliers pratiques et théoriques pour mieux comprendre et expérimenter le cinéma à l'attention des structures. Enfin, Le Méliès propose des séances jeune public dans le cadre de partenariats avec des infrastructures socio-culturelles et des dispositifs nationaux d'éducation à l'image.

### Jeune public
Dans le cadre de ce label, le cinéma organise différents évènements ponctuels.

#### FestivalVoir Ensemble[13]
La programmation jeune public est accompagnée du festival Voir Ensemble qui offre un cadre pour les rencontres du public avec des réalisateurs, la mise en valeur de films du patrimoine et d'un spectacle alternatif avec des ciné-concerts mais aussi des marionnettes... Des ateliers de création pour enfants sont aussi organisés. La 4e édition du festival s'est déroulée en février 2016.

#### Ciné & Co[14]
Un jeudi soir par mois, entre 18h10 et 20h, le cinéma Le Méliès propose des séances de cinéma destinées aux jeunes spectateurs (entre 16 et 25 ans) détenteurs de la « carte M'RA ». Ces séances sont précédées d'une courte présentation du film et de son auteur. Parmi ces spectateurs, un groupe de volontaires, cinéphiles ou simplement curieux de comprendre le fonctionnement d'une salle de cinéma, participe à l'organisation, à l'animation de ces temps de cinéma, et surtout au choix des films.
Ainsi, en complément des séances mensuelles, et selon les envies et les disponibilités de chacun, ce « comité organisateur » appelé les Sélénites se réunit avec l'équipe de professionnels du Méliès, une fois par mois pour :
- procéder au choix du film,
- contacter les distributeurs,
- préparer un temps de présentation du film choisi et de débat en salle,
- tenir au courant le groupe « Ciné & Co » via la page Facebook et instagram dédiée[15],
- communiquer sur les séances, par voie d'affichage et de tracts, et autres outils de communication existants au sein de leurs établissements respectifs (écrans, journal d'établissement...),
- mettre en œuvre d'autres moyens de communication.

##### Des spectateurs-acteurs de leur programmation[14]...
Ce groupe de jeunes porteurs du projet aura donc la responsabilité de la programmation des séances « Ciné & Co ». Un choix de films fonctionnant par paire : le film choisi par les jeunes répondant, faisant écho, de quelque manière que ce soit au film sélectionné par l'équipe du Méliès. Ils devront donc être capables de justifier leurs choix auprès des autres membres du groupe, comme auprès des autres membres du « ciné-club », et s'entendre sur une programmation de qualité, avec des films classés Art et Essai. En accord avec les distributeurs, ils pourront également selon l'actualité cinématographique du moment faire venir un réalisateur - comme c'est souvent le cas au Méliès - pour un temps de discussion en salle à la sortie du film, organiser des avant-premières... Enfin, ces membres du « comité organisateur » se verront petit à petit confier la présentation des films en salle avant la projection. Ce sera pour eux le moment de présenter un auteur, un courant, un genre cinématographique, et de justifier leurs choix de programmation. Avec l'équipe professionnelle du Méliès, ils procèderont également en fin de séance à l'animation du débat ou au commentaire et à l'analyse du film.

##### ... et maîtres de leur communication[14]
Le groupe de jeunes porteurs du projet, lors de ces réunions mensuelles, mais aussi sur des temps plus informels (au gré des envies et des disponibilités de chacun), aura en charge la création, l'alimentation et l'actualisation d'un groupe CINE&CO lié à la page Facebook du Méliès. Les mêmes informations y seront relayées, ainsi que des interviews de réalisateurs, des bandes annonces, des extraits de films à mettre en regard avec la programmation, des articles, etc. Les jeunes adhérents au groupe pourront ainsi échanger et partager leurs impressions. D'autres supports de communication pourront être envisagés : création d'affiches et rédaction de flyers à déposer dans les établissements scolaires.

##### Le cinéma du «voir et du faire»[14]
À la demande des jeunes porteurs du projet et suivant les axes de programmation qu'ils proposeront, des ateliers pourront être mis en place par l'équipe de médiateurs du Méliès. Hors temps de visionnage mensuel des films, il sera donc proposé à ces jeunes de participer à des modules théoriques sur un sujet particulier en lien avec la programmation (par exemple, le cinéma de genre, la découverte d'un auteur, d'un courant...) et à des ateliers de création d'un film d'animation ou en prise de vue réelle. Profitant de leur équipement destiné aux ateliers de création, ils créeront notamment avec les jeunes la bande annonce des séances « Ciné & Co » qui sera diffusée à chaque début de séance et plus largement sur Internet.

## Accès
Le Méliès est desservi par la ligne C du tramway de Grenoble et par les lignes de bus C3, 16 et 17.